# Carne de onça
Carne de onça – tradycyjna brazylijska kanapka z surową wołowiną (tatarem) wywodząca się z Kurytyby (stolicy stanu Parana), gdzie jest podawana od 1953 i stanowi oficjalne danie miejskie.
Kanapkę przyrządza się z mielonej wołowiny (najczęściej chudej), którą się rozpłaszcza i skrapia koniakiem. Mięso doprawia się chili i słodką papryką w proszku oraz miesza z czosnkiem, cebulą, szczypiorkiem i oliwą. Następnie powstałą mieszaninę kształtuje się w płaski prostokąt, który serwuje się z tostowym chlebem (np. kukurydzianym), musztardą i masłem. 
Nazwa dania sugeruje użycie doń mięsa jaguara, nazywanego w Brazylii onça, ale źródłosłów jest inny: po zjedzeniu kanapki ma się poczuć oddech onçy, co nawiązuje do ostrych składników użytych do przygotowania mięsa, zwłaszcza silnie aromatycznej cebuli. Nazwa wywodzi się z kręgu Cristiano Schmidta, prezesa kurytybskiej drużyny piłkarskiej o nazwie Britânia, która potem współtworzyła Paraná Clube. Schmidt był też właścicielem baru Toca do Tatu. By uczcić zwycięstwa swojej drużyny smarował surową mieloną wołowiną kromki chleba kupionego w niemieckiej piekarni niedaleko baru. Na mięso kładł drobno siekaną cebulę białą i zieloną, a następnie doprawiał to solą i oliwą, tak serwując danie graczom wraz z piwem. Bramkarz drużyny stwierdził kiedyś, że szef podaje im mięso, którego nawet jaguary nie jedzą, co dało potem asumpt dla nazwy "mięso jaguara". Schmidt umieścił swoje danie w ogólnodostępnym menu i wkrótce zaczęły je serwować inne bary w mieście. Przepis Schmidta najprawdopodobniej wywodzi się z niemieckiego przepisu na Hackepeter, czyli metkę.
Corocznie we wrześniu odbywa się w Kurytybie Festiwal Mięsny Onça, promujący danie.